# 废品机械师
《废品机械师》是瑞典的游戏开发者Axolot Games在Windows平台上开发的一款沙盒游戏。游戏中，玩家可以建造机器、载具和建筑，并在网上分享他们的作品。该游戏的最早版本于2016年1月20日发布，仅带有创造模式，可以无限制地使用所有的零件。它在发布当天就成为了Steam上最畅销的游戏，大约有1-2百万的销量。2020年5月7日，该游戏更新了生存模式，还更新了野生动物、拾荒、耕种和烹饪等游戏机制以及水下的生物。在更新后的一周，它成为了Steam上第三畅销的游戏。

## 游戏玩法

### 生存模式
玩家出生在一艘坠毁的飞船附近。为了生存，玩家必须寻找物资和食物。玩家需要扑灭飞船上的火，修复主电池，然后拿到生存日志。
第二个重要的地方是机械站，可以在其中制造各种机器人，然后用机器人加工材料和物品。例如精炼机器人，能够将原材料（例如木条，石条和金属条）加工成方块；锻造机器人，可以锻造金属条，等等。其他重要的地方有：打包站可以将种植的蔬菜进行打包，然后用于交易；商人藏身处，可以兑换高级的物品；副本大楼，可以在其中找到高级种子和其他物品等。
游戏中还有各种各样的敌对机器人，会试图攻击玩家。

### 游戏引擎
《废品机械师》在2016年以前使用OGRE渲染引擎。它还使用了一个名为Bullet的外部物理引擎来进行游戏中的所有物理计算。
然而，原本的引擎在版本0.2.0中发生了变化。新的引擎自8月份以来一直在开发中，旨在修复大量错误。

### 创意模式
在创意模式中，玩家能够无限获得游戏中所有的物品，用于建造房子，车辆和机械，且所有机械都不需要燃料就能运转。游戏中不会自然生成敌人和动物，但玩家可以手动生成它们。在此模式中，玩家不会受伤或死亡。同时生存模式下的掉落物（如木条和石条）以及工作站仍然存在，允许玩家测试资源收集装置。作品可以通过Steam创意工坊共享。

### 挑战模式
在挑战模式中，玩家必须尝试通过有限的材料制作或修好指定机械来过关50个关卡。
玩家还可以使用挑战制作工具来自制挑战关卡。可在Steam创意工坊下载和发布自制的关卡。

## 评价
Angus Morrison在PC Gamer上将这款游戏和《我的世界》相比较，并指出在后者缺乏机械建造条件的背景下，此游戏对于喜爱构建机械的玩家很有吸引力。
Nathan Grayson在Kotaku撰文称，这款游戏给他的印象是，勇敢的建筑玩家不会很快厌倦它，并声称自己期待着看到它的完整版。